# Helen Octavia Dickens
Helen Octavia Dickens (1909-2001) va ser la primera dona afroamericana que va ingressar al Col·legi nord-americà de Cirurgians (American College of Surgeons). Va ser metgessa, professora d'obstetrícia i ginecologia i directora titular de medicina.

## Primers anys i educació
Helen Dickens va néixer el 21 de febrer de 1909, a Dayton, Ohio, era filla d'un antic esclau. Els seus pares la van animar a assistir a escoles desagregades per obtenir una bona educació. Durant el seu temps al Crane Junior College, es va asseure davant de tot a les seves classes, per evitar els comentaris racistes i els gestos que els seus companys li dirigien.
Es va graduar per la Universitat d'Illinois el 1932 i es va doctorar el 1934. Va ser una de les dues dones de la seva classe, l'única dona afroamericana. Helen es va beneficiar de l'ajuda de destacats mentors afroamericans, i la Dra. Elizabeth Hill la va ajudar a registrar-se a la Universitat d'Illinois.

## Carrera
Helen Dickens va treballar com internista a Provident Hospital de Chicago durant dos anys, tractant la tuberculosi entre els pobres, i després es va fer resident d'obstetrícia. Va ser cridada per Virginia M. Alexander, que va fundar l'Aspiranto Health Home en una casa de tres pisos de Philadelphia, Pennsylvania. Durant aquest temps va proporcionar atenció ginecològica i obstètrica i de medicina general. Va treballar amb persones pobres i desfavorides, en condicions molt difícils.
Després de treballar allí durant set anys, va voler continuar la seva formació en ginecologia i obstetrícia i va passar un any a la Facultat de Medicina de Perelman de la Universitat de Pennsylvania. Va aprovar els exàmens de la junta directiva i es va convertir en la primera acadèmia dona i afroamericana Ob / gyn certificada a Filadèlfia.
El 1943, Dickens va ser acceptada com a resident a l'Hospital Harlem de Nova York. Va acabar la seva residència el 1946, i va ser certificada pel Col·legi nord-americà d'obstetres i ginecòlegs el mateix any.
El 1948 va esdevenir directora del Departament d'Obstetrícia i Ginecologia de l'hospital, segregat racialment, Mercy Douglass, de Filadèlfia on va romandre fins a 1967.

### Recerca i treball de camp
Helen Dickens tenia especial interès especial en ajudar en els embarassos d'adolescents. El 1967 va obrir una clínica especialitzada a ajudar i donar suport als pares i les mares adolescents. La clínica oferia assessorament grupal, teràpia, educació i atenció prenatal. També va fer una àmplia investigació sobre l'embaràs adolescent i les infeccions de transmissió sexual, utilitzant els seus coneixements i resultats de la seva investigació en l'educació a les mares joves.
També va fer un gran treball en serveis i educació per al càncer. Dickens va instigar un programa, finançat pel National Institut of Health, per dur a terme proves de Papanicolaou per detectar càncer de coll uterí.
Va rebre un premi Candace de la The National Coalition of 100 Black Women el 1986.